# Euphorbia grosseri
Euphorbia grosseri är en törelväxtart som beskrevs av Ferdinand Albin Pax. Euphorbia grosseri ingår i släktet törlar, och familjen törelväxter. Inga underarter finns listade i Catalogue of Life.